# HLD 59
De HLD 59 is een reeks van diesellocomotieven van de NMBS. In de jaren 1950 had de NMBS dringend zware diesellocomotieven nodig. Men bestelde de HLD 59 bij . In het begin van de jaren 1950-1960 en later werden ze gebruikt voor reizigers- en goederentreinen. Met de invoering van het IC/IR-plan in 1984 werden ze geschrapt in de reizigersdiensten. De HLD 59 werd buiten dienst gesteld in 1988.
Oorspronkelijk waren ze genummerd van 201.001-201.055. In 1971 werden ze hernummerd naar 5901-5955. De HLD 59 is nog vele jaren blijven rondrijden voor bijvoorbeeld het slepen van zware ballast, voor zware werktreinen e.d. De NMBS heeft ze ook ooit verhuurd aan de SNCF voor het aanleggen van een hsl-lijn. In België hebben ze hun bijdrage geleverd bij de aanleg van HSL 2 (Leuven - Ans).

## Museummaterieel
Na buitendienststelling zijn de meeste locomotieven gesloopt. Een aantal locomotieven kent nu een museale status.
| Nummer | Bij             | Opmerking                                               |
| ------ | --------------- | ------------------------------------------------------- |
| 5910   | NMBS            | Teruggenummerd naar 201.010                             |
| 5917   | NMBS            | onderdelenbank voor 201.010                             |
| 5922   | Tubize 2069 vzw | rijvaardig. In dienst bij Stoomtrein Dendermonde Puurs. |
| 5927   | TSP             |                                                         |
| 5941   | TSP             |                                                         |